# Muhtarophis barani
Muhtarophis barani – gatunek węża z rodziny połozowatych (Colubridae), jedyny przedstawiciel monotypowego rodzaju Muhtarophis. Endemit Turcji, znany tylko z miejsca typowego w Górach Nur w prowincji Hatay na południu kraju.